# ユニオン駅 (メリディアン)
ユニオン駅（英語：Union Station (Meridian)）はアメリカ合衆国ミシシッピ州メリディアン フロント・ストリート1901にある駅。 全米各地を結ぶ旅客鉄道のアムトラックが乗り入れている。

## 概要
オリジナルのユニオン駅（地元では、メリディアンマルチモーダル交通センターやユニオン駅と呼ばれる）は、スパニッシュ・ミッション様式で1907年に完成した。メリディアンダウンタウン歴史地区の一部であり国家歴史登録財に登録されている。当初、駅舎は通りに沿って中央塔と東と西の翼で構成されていたが、塔は1940年に取り壊された。市はアムトラック、グレイハウンドバス、およびメリディアントランジットシステムを収容するためにユニオン駅を再構築し、施設の可能性を調査するためにマルチモーダルトランジット調査委員会を設置した。約700万ドルの費用が掛かる歴史的な復興プロジェクトのために連邦政府の総合陸上交通効率化法 (ISTEA)やミシシッピ州運輸省の補助金が510万ドル供与され、地方債から140万ドル、アムトラックから431,000ドルが充てられた。
改装なった駅舎は1997年12月11日に開業した。

## 利用可能な鉄道路線／列車
アムトラックの停車する列車は下記の通り。
ニューヨークとニューオーリンズ間の夜行長距離列車クレセント号…1日1往復停車